# Julian Tenison Woods
Julian Edmund Tenison Woods (15 de noviembre de 1832 – 7 de octubre de 1889) fue un sacerdote católico, naturalista, geólogo, paleontólogo, y pteridólogo inglés, activo en Australia. En 1866, con Santa Mary MacKillop, fueron fundadores de la congregación Hermanas de San José del Sagrado Corazón en Penola.

## Biografía
Woods era aborigen de Londres, sexto hijo (de nueve hijos) de James Tenison Woods, Q.C. un subeditor de The Times, y su esposa, Henrietta Maria Saint-Eloy Tenison, hija del Rev. Joseph Tenison. James Woods era católico, pero aparentemente no muy estricto. Su madre pertenecía a la Iglesia de Inglaterra y era de la misma familia que el arzobispo Tenison, bien conocida a principios del siglo XVIII. Julian Woods fue bautizado y luego recibió la confirmación en la iglesia paterna pero probablemente durante su juventud tuvo un período en el que se apartó de su iglesia. Sus memorias manuscritas, escritas durante su última enfermedad, lo representa llevando la vida de un anglicano hasta los 16 años de edad, convirtiéndose al catolicismo poco después. Su biógrafo, el Rev. George O'Neill, S.J. analizó esa cuestión con cierto detenimiento, y da razones para pensar que la memoria de Woods en el momento de escribir el libro de memorias pudo ser poco confiable.

Woods fue educado en SEECS, Kent House, Hammersmith, y luego por dos años en "Newington Grammar School".

## Primeros años
En 1846, Woods obtuvo una posición en las oficinas de The Times, pero después de un par de semanas fue a vivir a Jersey con su madre, cuya salud había caído. Woods retornó a Londres en menos de dos años y volvió a su posición en The Times. En 1850, Woods entró al monasterio de los Pasionistas, en Broadway, Worcestershire como novicio. Su salud comenzó a fallar; estudió en los seminarios maristas cerca de Toulon, Francia; donde también enseñó inglés en un Colegio Naval. Alrededor de ese tiempo su interés por la geología y la historia natural parece haber comenzado.
En 1854, en Inglaterra, Woods encontró al obispo Robert Willson y viajó con él a la Tierra de Van Diemen (hoy Tasmania) arribando a Hobart en el Bernicia el 30 de enero de 1855. Woods no estuvo de acuerdo con Willson y se fue a Adelaida alrededor de marzo o abril de 1855. Woods trabajó en el Adelaide Times como subeditor, y luego ingresó al Colegio Jesuita de Sevenhill, cerca de Clare, Australia del Sur.

## Sacerdocio
Woods se ordenó como sacerdote diocesano el 4 de enero de 1857 y se hizo cargo de la gran parroquia de Penola, South Australia|Penola]]. En 1862, Woods publicó su primer libro Geological Observations in South Australia. En 1866, con la santa Mary MacKillop ayudó a fundar la congregación de Hermanas de San José del Sagrado Corazón, en Penola.
Woods realizó regularmente viajes largos como naturalista, por encima de su parroquia, y sistemáticamente visitaba todos los lugares donde podría encontrar a un miembro de su iglesia. El clima mejoró su salud, estando libre de ansiedades y pasando a través de diez años de felicidad.
Woods se unió a un grupo de exploración, que comenzó por el interior; y así comenzó el estudio metódico de la geología y mineralogía.
Después de cuatro años como director de educación católica, Woods continuó trabajando como científico y sacerdote misionero en Nueva Gales del Sur, Tasmania, Queensland.
Woods se halló con Adam Lindsay Gordon de quien más tarde escribió un interesante relato que apareció en el Melbourne Review en abril de 1884. A principios de 1867 Woods fue trasladado a Adelaida, y nombrado director general de educación católica y canciller del obispo Laurence Sheil, con el título administrativo de Muy Reverendo. Otra de sus funciones era administrar la catedral recién levantada.
En 1867, Woods fundó la pequeña revista mensual Southern Cross. La cerró a los dos años, pero fue restablecida en 1870 bajo el nombre de The Chaplet and Advocate of the Children of Mary.
Woods trabajó largas horas con muchas ansiedades, y su salud se quebró de nuevo. En 1872, hubo una investigación episcopal sobre las condiciones generales de la diócesis de Adelaida. El resultado fue que Woods fue depuesto de sus diversas posiciones y dejó Adelaide. Comenzó a trabajar en la diócesis de Bathurst, en Nueva Gales del Sur, y en 1873 fue a Brisbane y trabajó como misionero casi un año. En enero de 1874, dejó Tasmania, deteniéndose por unos días en Melbourne, donde, el 13 de febrero, dio una conferencia científica. En Tasmania tuvo un gran éxito como misionero.

## Obra en geología
Woods fue afortunado de que su distrito contuviera muchas formaciones de gran interés geológico. Se mantuvo en contacto con otros científicos y construyó una biblioteca de libros técnicos. Woods publica su primer texto Geological Observations in South Australia, en 1862. Su History of the Discovery and Exploration of Australia (Londres, 1865) en dos volúmenes, y sus series 'Australian bibliography' en el Australian Monthly Magazine, (1866–67), demuestra un amplio conocimiento. En sus visitas ocasionales a las ciudades, a veces daba conferencias científicas, y donde quiera que iba, estaba interesado en la geología y la historia natural de la comarca.
En 1878, Woods se une a la Linnean Society of New South Wales, tomando posesión de nuevos trabajos científicos después de salir de Adelaida. Fue elegido presidente de la sociedad en el año 1880 y se interesó mucho en sus actividades. Había sido durante muchos años un miembro de la Sociedad Geológica de Londres. Su Fish and Fisheries of New South Wales (Sydney, 1883), fue publicada por el gobierno colonial y Guillermo III de los Países Bajos obteniendo Woods una medalla dorada.

## Exploraciones
En 1883, Woods fue invitado por su amigo y gobernador de Singapur, Sir Frederick Weld, para llevar a cabo un recorrido científico en las Colonias del Estrecho. Woods también viajó extensamente por Java, las islas adyacentes a las Filipinas, proveyendo al gobierno británico con un valioso informe confidencial sobre recursos del carbón del Este. Woods viajó a China y a Japón, retornando a Sídney en 1886. Poco después, se ausentó durante cuatro meses en una exploración por el Territorio del Norte.

## Debilitamiento de su salud y muerte
Al retornar Woods en mayo de 1887, se halló que su salud general se debilitó. Encontró una casa en Sídney, en una de las comunidades de caridad que había fundado, pero el Cardenal Moran deseaba que permaneciera en la diócesis ejerciendo sus facultades sacerdotales, fue a tomar posesión de su residencia en un lugar designado por él. Woods hizo caso omiso de sus instrucciones. Recibió grandes pagos por su trabajo científico, del gobierno, y ahora pobre y débil. Pero Woods no carecía de amigos, sin embargo, y estaba bien cuidadado. Woods dictó sus memorias autobiográficas en parte de fantasía. Uno de sus últimos trabajos fue un documento sobre la "Natural History of the Mollusca of Australia" por la que fue galardonado con la medalla Clarke de 1888, por su destacada contribución a la historia natural y un estipendio de £25 por la Royal Society of New South Wales. A principios de 1889 su salud comenzó a empeorar y después de mucho sufrimiento paciente, murió en el Hospital de San Vicente, el 7 de octubre de 1889 y fue enterrado en la sección católica del cementerio Waverley, Sídney.
Woods poseía una personalidad notable. Desde James Bonwick, quien se encontró con Woods en 1857, hasta Edgeworth David un cuarto de siglo más tarde, todos exaltaron su encanto. Woods tenía gran conocimiento, buen músico, con capacidad artística. En su iglesia sus poderes como orador lo hizo un gran misionero. Hombre desinteresado, amaba a sus semejantes, sincero, de gran piedad, y sin embargo por desgracia Woods estuvo a menudo en desacuerdo con sus superiores. Es imposible asignarle la culpa de esos problemas, y el académico y sacerdote Padre George O'Neill, los discute en detalle en su biografía. Como científico, Woods hizo trabajos excelentes en botánica, zoología y geología en particular. Una lista de sus escritos científicos, que incluía 155 artículos, fue publicado en forma de folleto sin datos en 1887.

## Otras publicaciones
- 2010. Fish and Fisheries of New South Wales. Edición reimpresa de BiblioBazaar, 328 pp. ISBN 1-171-97927-4

- 2008. Yrs Most Afftly: Letters from Father Julian Tenison Woods to Terry and Sarah Tenison Woods, 1878 - 1887. Editor Sisters Perpetual Adoration, 132 pp. ISBN 0-646-48889-9

- 1995. Australian Bibliography from the Australian Monthly Magazine: In Two Tomes. Con Erik Olaf Eriksen. Editor E.O. Eriksen, 22 pp. ISBN 0-646-22779-3

- 1995. Not Quite as Old as the Hills: A Lecture on the Evidences of Man's Antiquity, Delivered at Robe Town. Con Erik Olaf Eriksen. Editor	E.O. Eriksen, 24 pp. ISBN 0-646-22780-7

- 1994. The Journal of Rev. J.E. Tenison Woods Studies. Vol. 1 ( 1). Editor E.O. Eriksen, 450 pp.

- 1983. The Archer Letters. Editor Anne Player. Contribuidores Hnas. de San José (N.S.W.) 72 pp. ISBN 0-9591103-0-5

- 1981. Tenison Woods Calendar: Based on the Life and Work of T. Woods. Compiló y editó Gerard Mahony. 44 pp.

- 1887. List, in Chronological Order, of the Scientific Writings. 13 pp.

- 1883. Fish and fisheries of New South Wales. Editor T. Richards, 213 pp.

- 1877. On Some New Tasmanian Marine Shells. 3 pp.

- 1862. Geological observations in South Australia principally in the district south east of Adelaide. Editor Longman, Green, Longman, Roberts, & Green. xx+407 pp. en línea